# Okres Plzeň-město

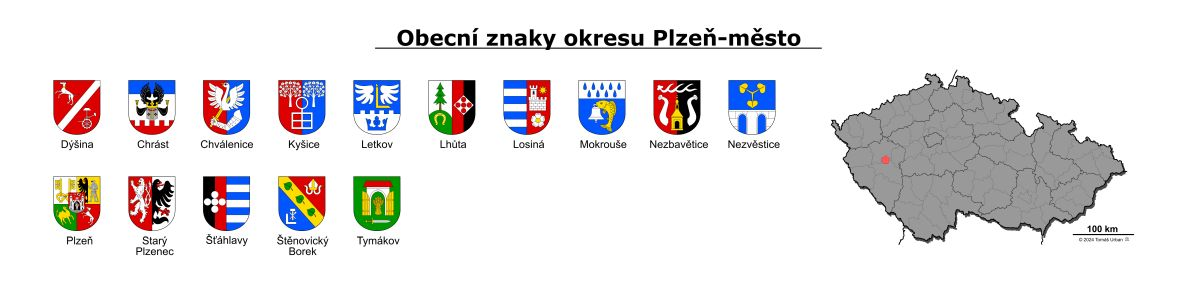
Přehled obecních znaků okresu Plzeň-město

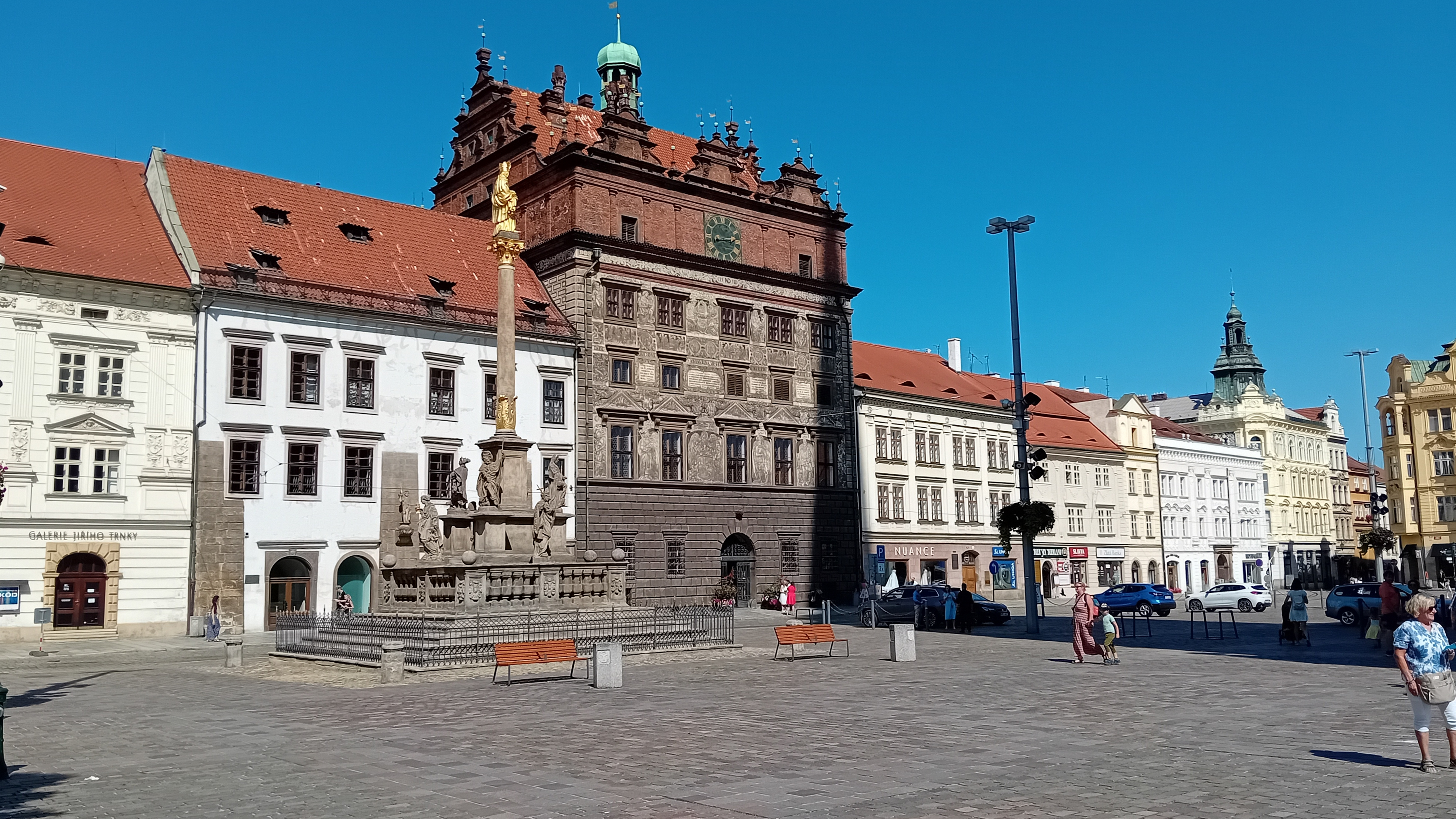
Centrum okresního města

Okres Plzeň-město je okresem v Plzeňském kraji. Jeho dřívějším sídlem bylo město Plzeň, které taky do 31. prosince 2006 bylo jedinou obcí okresu. Od 1. ledna 2007 se okres však rozrostl o další samostatné obce, takže od té doby se skládá z 15 obcí, z čehož dvě obce mají status města (Plzeň a Starý Plzenec). Okres je přesto stále charakteristický tím, že drtivá většina jeho obyvatel (90 %) žije v krajském městě Plzeň, které je tvořeno 10 městskými obvody. Okres na severu a severozápadě sousedí s okresem Plzeň-sever, na jihozápadě až jihovýchodě s okresem Plzeň-jih, na východě pak s okresem Rokycany. Město Plzeň je také obcí s rozšířenou působností, její správní obvod je totožný s okresem Plzeň-město.

## Přírodní podmínky

### Struktura povrchu
Povrch okresu je dán tvarem centrální části Plzeňské kotliny a vějířovitým soutokem čtyř významných západočeských řek. Město obklopují četné kopce a vrchy – nejvýznamnějším z nich je bezesporu hora Radyně (567 m), na jihovýchodním okraji okresu, se stejnojmenným hradem. Pod touto horou se rozkládá město Starý Plzenec, předchůdce dnešní Plzně. Na severu je Sylvánský vrch (403 m), ještě výše, již v okrese Plzeň-sever se nachází hora Krkavec (504 m) se stejnojmenným vysílačem. V severovýchodní části města lze ještě zmínit vrch Chlum (416 m).
K 31. prosinci 2020 měl okres celkovou plochu 261,4 km², z toho zemědělská půda činila 47,5 % (ornou půdu tvořilo 8761 ha), ostatní pozemky měly rozlohu 13 717 ha (z toho 47,7 % lesy).

### Vodstvo
Okres leží na soutoku čtyř významných řek, z čehož každá přibližně odvodňuje jeden okres Plzeňského kraje (s výjimkou okresu Plzeň-sever).
Nejvýznamnější (ale ne nejvodnější) plzeňskou řekou je Mže, která na území okresu přitéká ze západu, z Tachovska. Ve Skvrňanech přijímá Mže zprava Vejprnický potok, a pokračuje okolo centra města. U pivovaru se do Mže zprava vlévá Radbuza. V tomto místě řeka Mže také končí a tok pokračuje dále již jako Berounka. Ta se poté stáčí mírně k severovýchodu, kolem čističky odpadních vod. V Doubravce, pod románským kostelem sv. Jiří, přijímá zprava Úslavu a zahlubuje se do hlubokého údolí. Teče kolem Bukovce a Chrástu, za nímž se do něj vlévá Klabava a opouští území okresu. V tomto bodě se nachází také jeho nejníže položený bod. Berounka teče dále směrem na Beroun a Prahu, kde se v Lahovicích zleva vlévá do Vltavy.
Řeka Radbuza přitéká do okresu z jihozápadu, z Domažlicka. Mezi Valchou a Liticemi je vodní nádrž České údolí z roku 1976. Dále pokračuje okolo čtvrti Doudlevce, v níž se do ní vlévá zprava Úhlava. Poté se řeka blíží centru města, kde u pivovaru ústí do Mže, čímž vzniká Berounka.
Úhlava do Plzně přitéká od jihu, z Klatovska. Teče kolem Radobyčic a obtéká čtvrť Hradiště. V Doudlevcích ústí do Radbuzy.
Nejméně významnou plzeňskou řekou je zřejmě Úslava. Přitéká z jižního Plzeňska, od jihovýchodu. Na území okresu vstupuje u zámku Kozel, protéká Starým Plzencem a Koterovem. V Doubravce ústí do Berounky.
Vodní plochy v okrese jsou důležité zejména pro rekreační účely obyvatel. Jedná se o soustavu Boleveckých rybníků na severu Plzně a o přehradu České údolí na jihozápadě.

## Hospodářství okresu
Plzeň je naprosto jednoznačně hospodářsky nejsilnější okres nejen Plzeňského kraje, ale i celých západních Čech. Plzeňský průmysl patří mezi nejrozvinutější v celé České republice. Plzeň je nejvýznamnějším českým střediskem dopravního strojírenství – obrovské plochy podniku Škoda zabírají skoro 2 km2. Tento podnik vyrábí zejména kolejová vozidla – tramvaje, lokomotivy, rekonstruuje vozy pražského metra. V roce 2005 sem byla přenesena výroba trolejbusů z Ostrova nad Ohří. Škoda se nezabývá jen dopravním strojírenstvím, ale také výrobou turbín (ŠKODA POWER). Dalším podnikem je například (ŠKODA JS), která se zabývá výrobou vybavení pro elektrárny a jaderná zařízení. Od roku 1924 se zde vyrábí elektrické generátory (dnes ve firmě BRUSH SEM, s.r.o., dříve ŠKODA Elektrické stroje), z kterých pochází valná většina elektrické energie proudící do českých podniků a domácností.
V 90. letech začala na okraji Plzně vznikat nová průmyslovo-obchodní zóna Borská pole, kde sídlí podniky moderních průmyslových oborů – např. elektronika (PANASONIC). Velký význam v hospodářství okresu má také průmysl potravinářský. Pivo vařené v Plzeňských pivovarech se řadí mezi nejznámější a nejlepší na světě. Plzeňský masokombinát Schneider zase zásobuje velkou část západních Čech masnými výrobky.

## Demografické údaje
Ke konci roku 2020 žilo v okrese Plzeň-město celkem 194 840 obyvatel, z toho 99 423 žen. Průměrný věk byl 43,1 let, hustota zalidnění činila 745,3 obyvatel/km². Míra nezaměstnanosti ve věkové kategorii 15–64 let dosáhla 3,43 %, ekonomických subjektů bylo registrováno 55 515. Na území okresu bylo spácháno 4 362 trestných činů. Zdravotní péči zajišťovaly čtyři nemocnice, nejvýznamnější z nich Fakultní nemocnice Plzeň, přičemž na jednoho lékaře připadalo 114 obyvatel, nejméně v kraji. Školství představovalo 72 mateřských škol, 49 základních škol, 6 gymnázií a 21 dalších středních škol. Působily zde i tři vyšší odborné školy, jedna konzervatoř a Západočeská univerzita o 9 fakultách.

## Silniční doprava
Okresem prochází dálnice D5, dále silnice I. třídy I/19, I/20, I/26 a I/27. Silnice II. třídy jsou II/180, II/183, II/203, II/231, II/233 a II/605.

## Železniční doprava
Okresem prochází železniční tratě : Praha–Plzeň, Plzeň–Cheb, Plzeň – Železná Ruda-Alžbětín, Plzeň – Furth im Wald, Plzeň – České Budějovice, Ejpovice–Radnice, Plzeň–Žatec, Rokycany–Nezvěstice.  

## Seznam obcí a jejich částí

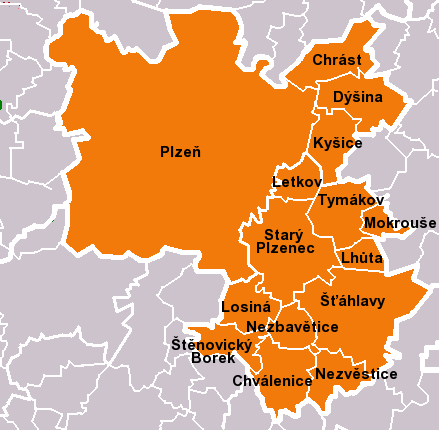
Rozsah okresu Plzeň-město, platný od roku 2007, s vyznačenými hranicemi a názvy obcí

Města jsou uvedena tučně, městyse kurzívou, části obcí malince.
- Dýšina (Nová Huť) – dříve okres Plzeň-sever
- Chrást – dříve okres Plzeň-sever
- Chválenice (Chouzovy • Želčany) – dříve okres Plzeň-jih
- Kyšice – dříve okres Plzeň-sever
- Letkov – dříve okres Plzeň-jih
- Lhůta – dříve okres Plzeň-jih
- Losiná – dříve okres Plzeň-jih
- Mokrouše – dříve okres Plzeň-jih
- Nezbavětice – dříve okres Plzeň-jih
- Nezvěstice (Olešná) – dříve okres Plzeň-jih
- Plzeň (Bolevec • Božkov • Bukovec • Černice • Červený Hrádek • Dolní Vlkýš • Doubravka • Doudlevce • Hradiště • Jižní Předměstí • Koterov • Křimice • Lhota • Litice • Lobzy • Malesice • Nová Hospoda • Radčice • Radobyčice • Severní Předměstí • Skvrňany • Újezd • Valcha • Vnitřní Město • Východní Předměstí)
- Starý Plzenec (Sedlec) – dříve okres Plzeň-jih
- Šťáhlavy (Šťáhlavice) – dříve okres Plzeň-jih
- Štěnovický Borek (Nebílovský Borek) – dříve okres Plzeň-jih
- Tymákov – dříve okres Plzeň-jih